# Edaphosaurus
Genre
Espèces de rang inférieur
- † E. cruciger (Cope, 1878) (à l'origine Dimetrodon)
- † E. pogonias Cope, 1882
- † E. raymondi? (Case, 1908) (à l'origine Naosaurus)
- † E. novomexicanus 
Williston and Case, 1913
- † E. boanerges 
Romer et Price, 1940
- † E. colohistion Berman, 1979

Synonymes
- † Brachycnemius (Williston, 1911)
- † Naosaurus (Cope, 1886)

Edaphosaurus (du grec ancien εδαφος /  edaphos « sol » et σαυρος /  sauros « lézard ») est un genre éteint de grands synapsides herbivores appartenant à la clade des eupélycosaures et ayant vécu vers la toute fin du Carbonifère jusqu'au milieu du Permien, il y a 303.4 à 272.5 millions d'années dans ce qui est aujourd'hui l'Europe et l'Amérique du Nord, qui étaient autrefois réunis et qui formaient le super-continent connu sous le nom de Pangée.

## Anatomie et physiologie
Ce grand synapside mesurait, selon les espèces, d'environ 0.5 mètre à 3 mètres de long, pour un poids estimé à 300 kg.
Tout comme Dimetrodon, l'édaphosaure était doté d'une « voile » dorsale cutanée et vascularisée lui servant sans doute à réguler sa température (absorption ou évacuation de chaleur, selon ses besoins). Or Edaphosaurus est l'un des plus anciens tétrapodes herbivores connus mais il ne possédait pas de système digestif efficace. En effet, il faut pour cela que la température interne du corps soit relativement élevée (comme chez les animaux endothermes) : la voile devait permettre de pallier cet inconvénient en élevant artificiellement la température corporelle de l'animal.
Les voiles des sphénacodontidés (dont fait partie Dimetrodon) et d'Edaphosaurus sont faciles à distinguer : les épines neurales sont droites chez les premiers, alors que des processus latéraux existent chez les seconds.

## Répartitions stratigraphique et géographique
Le genre Edaphosaurus a été trouvé abondamment dans les gisements nord-américains, mais aussi en Europe, du Carbonifère supérieur au Permien inférieur. Les caséidés vont occuper la niche écologique des édaphosauridés après leur disparition à la fin du Permien inférieur.

## Galerie

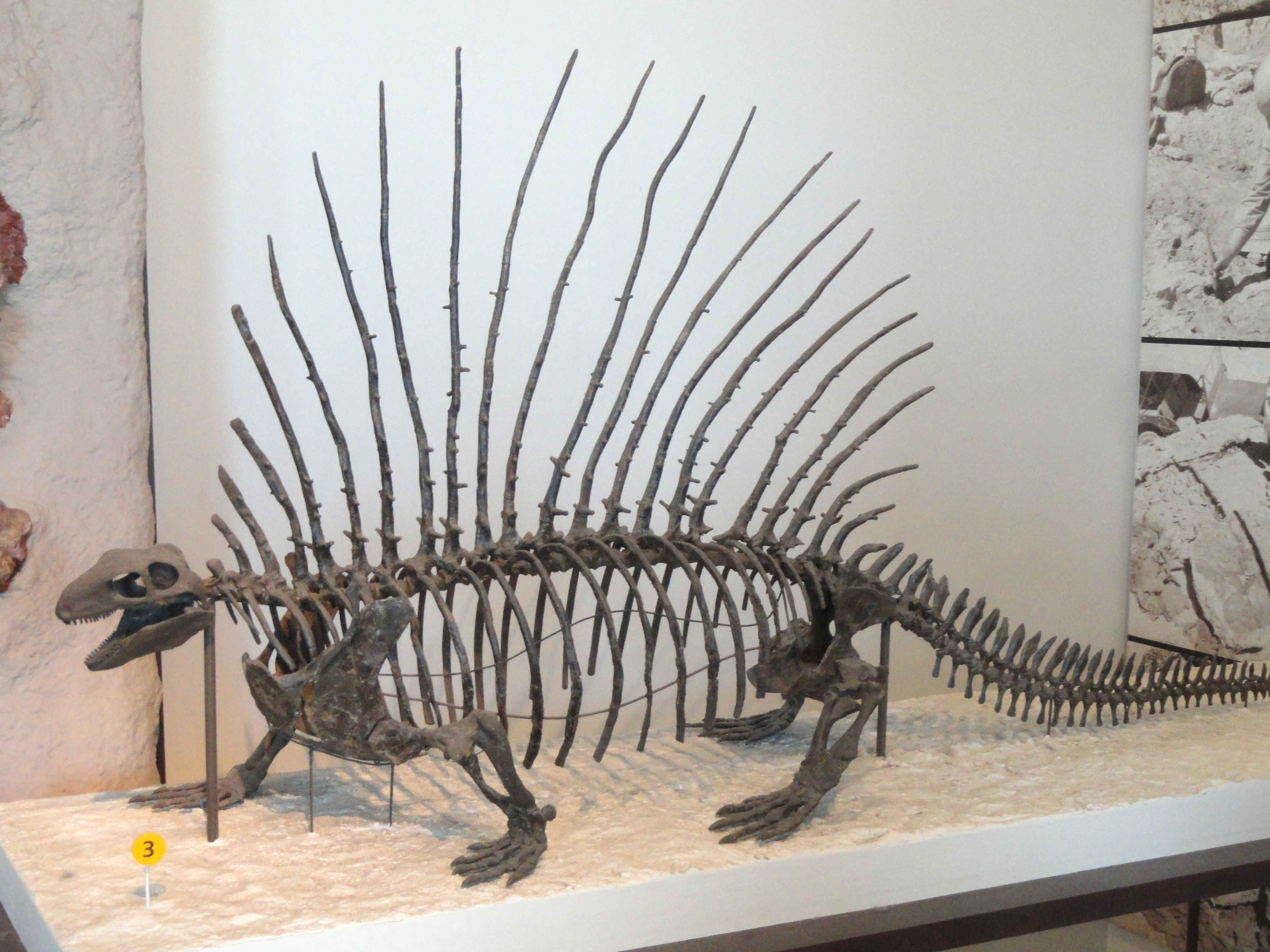
Squelette d'Edaphosaurus boanerges
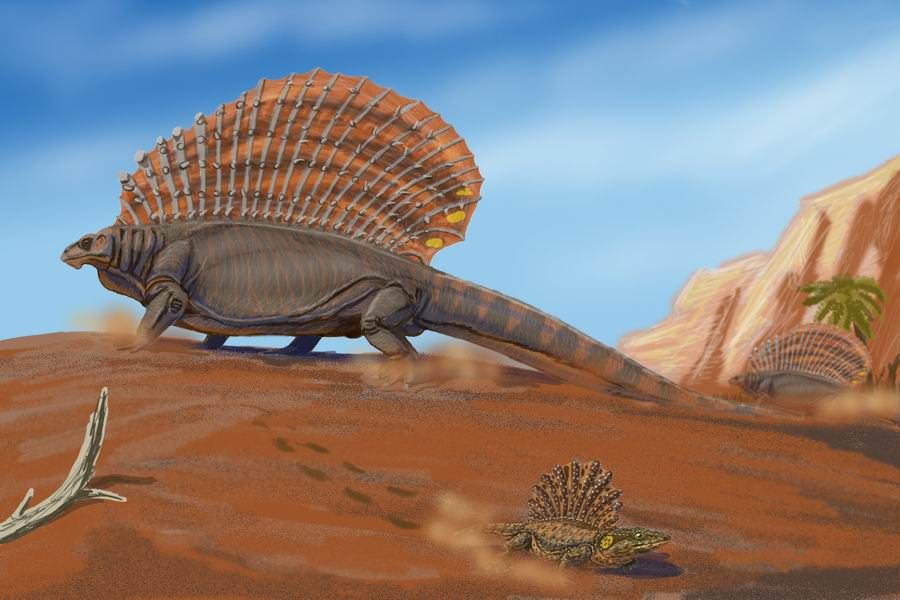
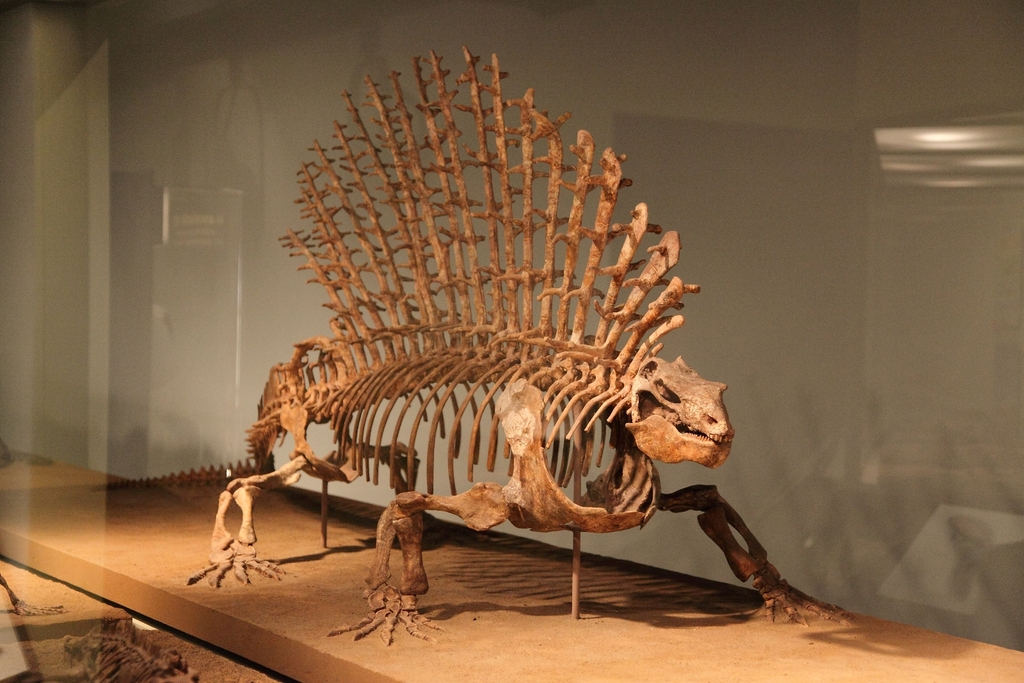
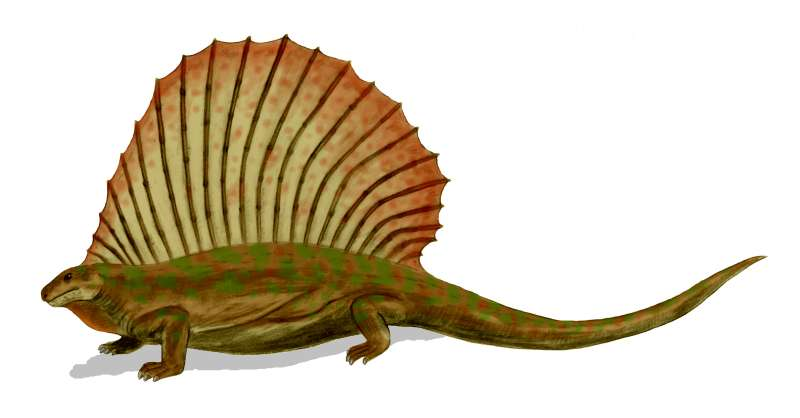
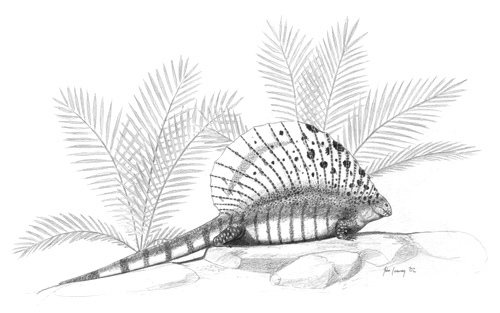
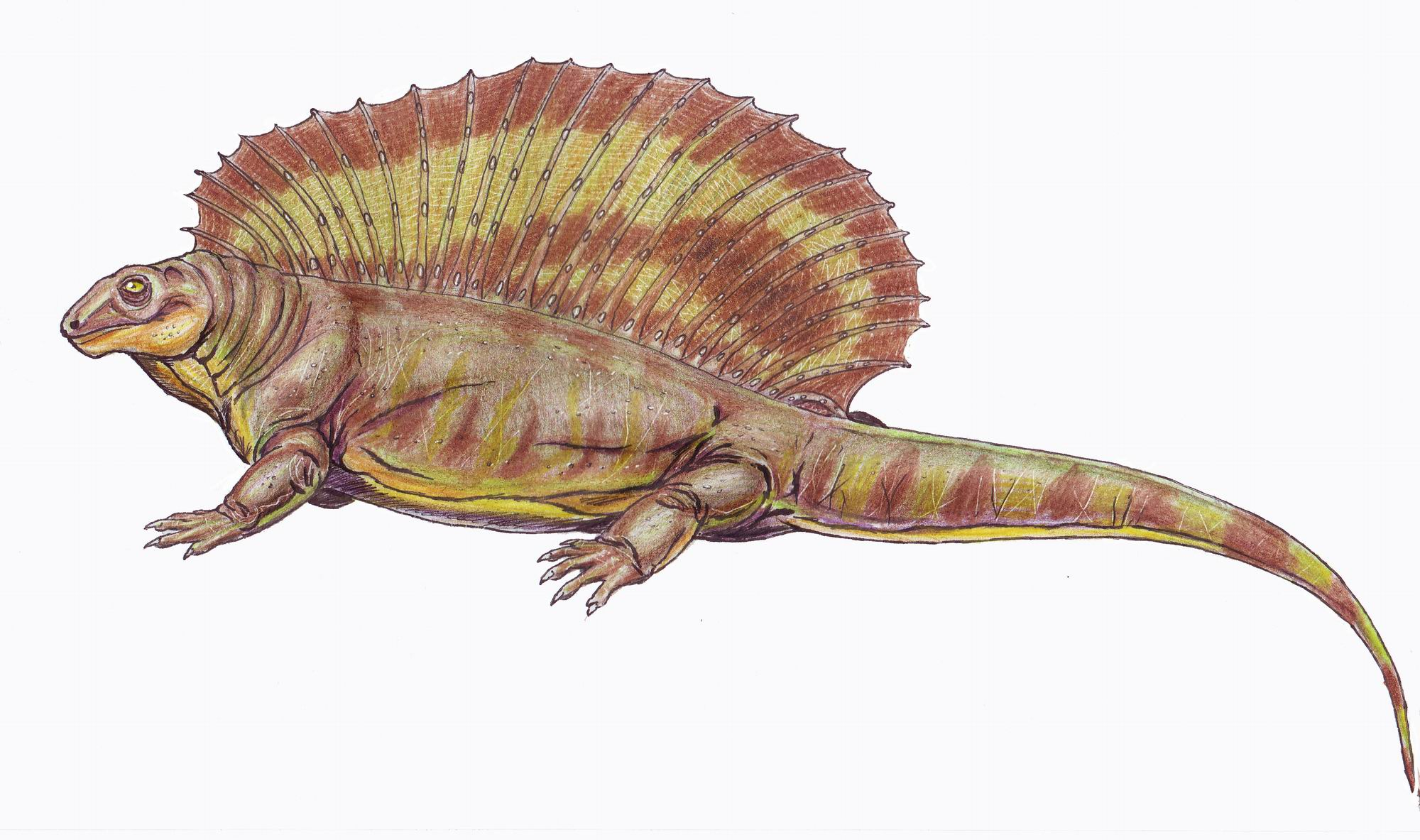